# Гірс Годвінсон

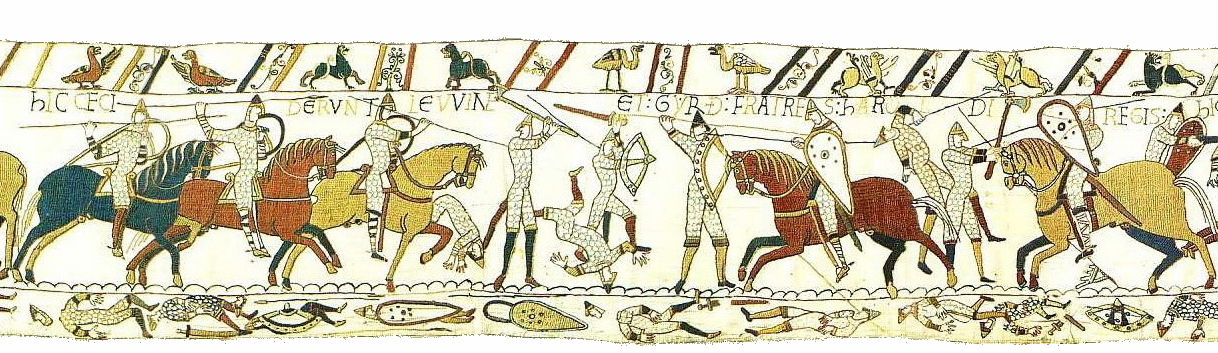
Фрагмент килиму з Байо. Містить напис латиною: 'Ось загинули Леофвін та
Гірс, брати короля Гарольда'

Гірс Годвінсон (давньоангл. Gyrð Gōdwinson, 1032 — 14 жовтня 1066) був четвертим сином графа Годвіна, молодшим братом короля Англії Гарольда II. 1051 року він разом зі своїм старшим братом Свегеном був відправлений у вигнання до Фландрії, але на відміну від Свегена зміг повернутись наступного року. Разом з іншими своїми братами Гарольдом та Тостігом, Гірс був присутній при смерті свого батька.
Після смерті Годвіна у квітні 1053, Годвінсони спромоглись зберегти свої статки в Англії. Гарольд успадкував графство Вессекс та став другим за могутністю після короля англійським можновладцем. Десь між 1055 та 1057 роками Гірс зробився графом Східної Англії, Кембриджширу та Оксфордширу. Ще один їхній брат, Леофвін, володів графствами Кент, Ессекс, Мідлсекс, Гартфордшир, Суррей та, можливо, Бакінгемшир. Таким чином, під контролем Годвінсонів опинилась практично вся східна Англія.
За деякими свідченнями, Гірс безуспішно намагався застерегти Гарольда від битви з Вільгельмом Завойовником. Битва відбулась, Гірс загинув у ній, так само як і його брати Гарольд та Леофвін.